# Curtuiușu Mic, Maramureș
Curtuiușu Mic (în maghiară Kiskörtvélyes) este un sat în comuna Copalnic-Mănăștur din județul Maramureș, Transilvania, România.

## Istoric
Prima atestare documentară: 1405 (Kurthveles). 

## Etimologie
Etimologia numelui localității: Din n. top. Curtuiuș (< magh. Körtvéllyes „loc cu peri”) + determinantul Mic. 

## Demografie
La recensământul din 2011, populația era de 269 locuitori. 